# Кепітола (Каліфорнія)
Кепітола (англ. Capitola) — місто (англ. city) в США, в окрузі Санта-Крус штату Каліфорнія. Населення — 9938 осіб (2020).

## Географія
Кепітола розташована за координатами 36°58′34″ пн. ш. 121°57′14″ зх. д. / 36.97611° пн. ш. 121.95389° зх. д. (36.976148, -121.954021).  За даними Бюро перепису населення США в 2010 році місто мало площу 4,34 км², з яких 4,13 км² — суходіл та 0,21 км² — водойми.

### Клімат
| Клімат : Кепітола     | Клімат : Кепітола | Клімат : Кепітола | Клімат : Кепітола | Клімат : Кепітола | Клімат : Кепітола | Клімат : Кепітола | Клімат : Кепітола | Клімат : Кепітола | Клімат : Кепітола | Клімат : Кепітола | Клімат : Кепітола | Клімат : Кепітола | Клімат : Кепітола |
| Показник              | Січ.              | Лют.              | Бер.              | Квіт.             | Трав.             | Черв.             | Лип.              | Серп.             | Вер.              | Жовт.             | Лист.             | Груд.             | Рік               |
| Середній максимум, °C | 15,9              | 16,8              | 18,0              | 19,7              | 21,2              | 22,7              | 23,0              | 23,5              | 23,6              | 21,9              | 18,3              | 15,6              | 20,0              |
| Середній мінімум, °C  | 4,9               | 5,9               | 6,7               | 7,5               | 9,2               | 10,8              | 12,1              | 12,2              | 11,4              | 9,4               | 6,8               | 4,9               | 8,5               |
| Норма опадів, мм      | 163               | 158               | 119               | 51                | 22                | 5                 | 0                 | 1                 | 7                 | 37                | 95                | 144               | 801               |
| Днів з опадами        | 10,6              | 10,9              | 10,0              | 5,9               | 3,3               | 1,3               | 0,3               | 0,7               | 1,5               | 3,5               | 7,5               | 10,7              | 66,2              |
| --------------------- | ----------------- | ----------------- | ----------------- | ----------------- | ----------------- | ----------------- | ----------------- | ----------------- | ----------------- | ----------------- | ----------------- | ----------------- | ----------------- |
| Джерело: NOAA         |                   |                   |                   |                   |                   |                   |                   |                   |                   |                   |                   |                   |                   |

## Демографія
Згідно з переписом 2010 року, у місті мешкало 9918 осіб у 4626 домогосподарствах у складі 2286 родин. Густота населення становила 2285 осіб/км².  Було 5534 помешкання (1275/км²).
Расовий склад населення:
| - 80,3 % — білих - 4,3 % — азіатів - 1,2 % — чорних або афроамериканців - 0,6 % — корінних американців - 0,1 % — вихідців з тихоокеанських островів - 8,8 % — осіб інших рас |

До двох чи більше рас належало 4,7 %. Частка іспаномовних становила 19,7 % від усіх жителів.
За віковим діапазоном населення розподілялося таким чином: 16,6 % — особи молодші 18 років, 67,9 % — особи у віці 18—64 років, 15,5 % — особи у віці 65 років та старші. Медіана віку мешканця становила 41,9 року. На 100 осіб жіночої статі у місті припадало 90,8 чоловіків;  на 100 жінок у віці від 18 років та старших — 86,4 чоловіків також старших 18 років.
Середній дохід на одне домашнє господарство  становив 84 560 доларів США (медіана — 57 458), а середній дохід на одну сім'ю — 107 760 доларів (медіана — 73 610). Медіана доходів становила 51 054 долари для чоловіків та 62 984 долари для жінок. За межею бідності перебувало 10,0 % осіб, у тому числі 13,1 % дітей у віці до 18 років та 6,5 % осіб у віці 65 років та старших.
Цивільне працевлаштоване населення становило 5207 осіб. Основні галузі зайнятості: освіта, охорона здоров'я та соціальна допомога — 24,9 %, мистецтво, розваги та відпочинок — 16,3 %, науковці, спеціалісти, менеджери — 14,4 %.